# Associació de Periodistes Europeus
L'Associació de Periodistes Europeus (APE) és una associació privada professional independent i internacional d'àmbit europeu, que té la consideració d'organització no governamental per la UNESCO i el Consell d'Europa. Va ser fundada el 1961 per setanta periodistes per promoure l'enteniment i l'harmonia entre els països d'Europa i defensar la llibertat d'informació i de premsa.
En total existeixen vint seccions independents als països membres del Consell d'Europa. S'estructura en dos nivells: l'assemblea general, integrada pels representants triats pels membres, i el comitè executiu del que formen part els secretaris generals de cadascuna de les seccions nacionals i un conjunt directiu triat per l'assemblea general que se celebra cada any. El 1989 va néixer l'Associació de Periodistes Europeus de Catalunya, que presideix Teresa Carreras.
L'APE és membre del Moviment Europeu, està associada amb el Centre de Periodisme Europeu i treballa en relació amb el representant per a la llibertat de premsa de l'Organització per a la Seguretat i la Cooperació a Europa.